# Johannes Andreas de Fremery
Johannes Andreas de Fremery (Leiden, 31 mei 1801 - Leiden, 19 november 1865) was een Nederlands politicus en Thorbeckiaans Tweede Kamerlid.
De Fremery was een Leidse zoutzieder, die in 1849 Thorbecke opvolgde als Kamerlid voor Leiden toen deze minister werd. Hij werd in 1850 echter niet herkozen, maar keerde in 1851 terug als afgevaardigde voor het district Steenwijk. Tamelijk actief als Kamerlid, zonder daarin een vooraanstaande rol te spelen. Aan zijn Kamerlidmaatschap kwam een einde na de Aprilbeweging van 1853.

## Tweede Kamer
| Periode                                             |
| --------------------------------------------------- |
| 12-02-1850 t/m 19-08-1850 11-03-1851 t/m 25-04-1853 |